# La Hague (Manche)
La Hague [la ag] ist eine französische Gemeinde mit 11.444 Einwohnern (Stand 1. Januar 2022)
im Département Manche in der Region Normandie. Sie gehört zum Arrondissement Cherbourg und zum Kanton La Hague.
Sie entstand mit Wirkung vom 1. Januar 2017 als Commune nouvelle durch die Zusammenlegung aller 19 Gemeinden der ehemaligen Communauté de communes de la Hague, die in der neuen Gemeinde den Status einer Commune déléguée haben. Der Verwaltungssitz befindet sich im Ort Beaumont-Hague.

## Gliederung
| Ortsteil                         | ehemaliger INSEE-Code | Fläche (km²) | Einwohnerzahl zum 1. Januar 2022 |
| -------------------------------- | --------------------- | ------------ | -------------------------------- |
| Beaumont-Hague (Verwaltungssitz) | 50041                 | 07,90        | 1.467                            |
| Acqueville                       | 50001                 | 05,79        | .0673                            |
| Auderville                       | 50020                 | 04,33        | .0235                            |
| Biville                          | 50057                 | 08,70        | .0523                            |
| Branville-Hague                  | 50073                 | 02,12        | .0152                            |
| Digulleville                     | 50163                 | 07,89        | .0261                            |
| Éculleville                      | 50171                 | 02,33        | .047                             |
| Flottemanville-Hague             | 50187                 | 11,39        | .0979                            |
| Gréville-Hague                   | 50220                 | 10,03        | .0649                            |
| Herqueville                      | 50242                 | 02,91        | .0146                            |
| Jobourg                          | 50257                 | 10,15        | .0467                            |
| Omonville-la-Petite              | 50385                 | 06,16        | .0119                            |
| Omonville-la-Rogue               | 50386                 | 04,29        | .0485                            |
| Sainte-Croix-Hague               | 50460                 | 09,84        | .0828                            |
| Saint-Germain-des-Vaux           | 50477                 | 06,36        | .0332                            |
| Tonneville                       | 50600                 | 03,84        | .0613                            |
| Urville-Nacqueville              | 50611                 | 11,58        | 1.948                            |
| Vasteville                       | 50620                 | 16,72        | 1.220                            |
| Vauville                         | 50623                 | 16,35        | .0300                            |

## Lage

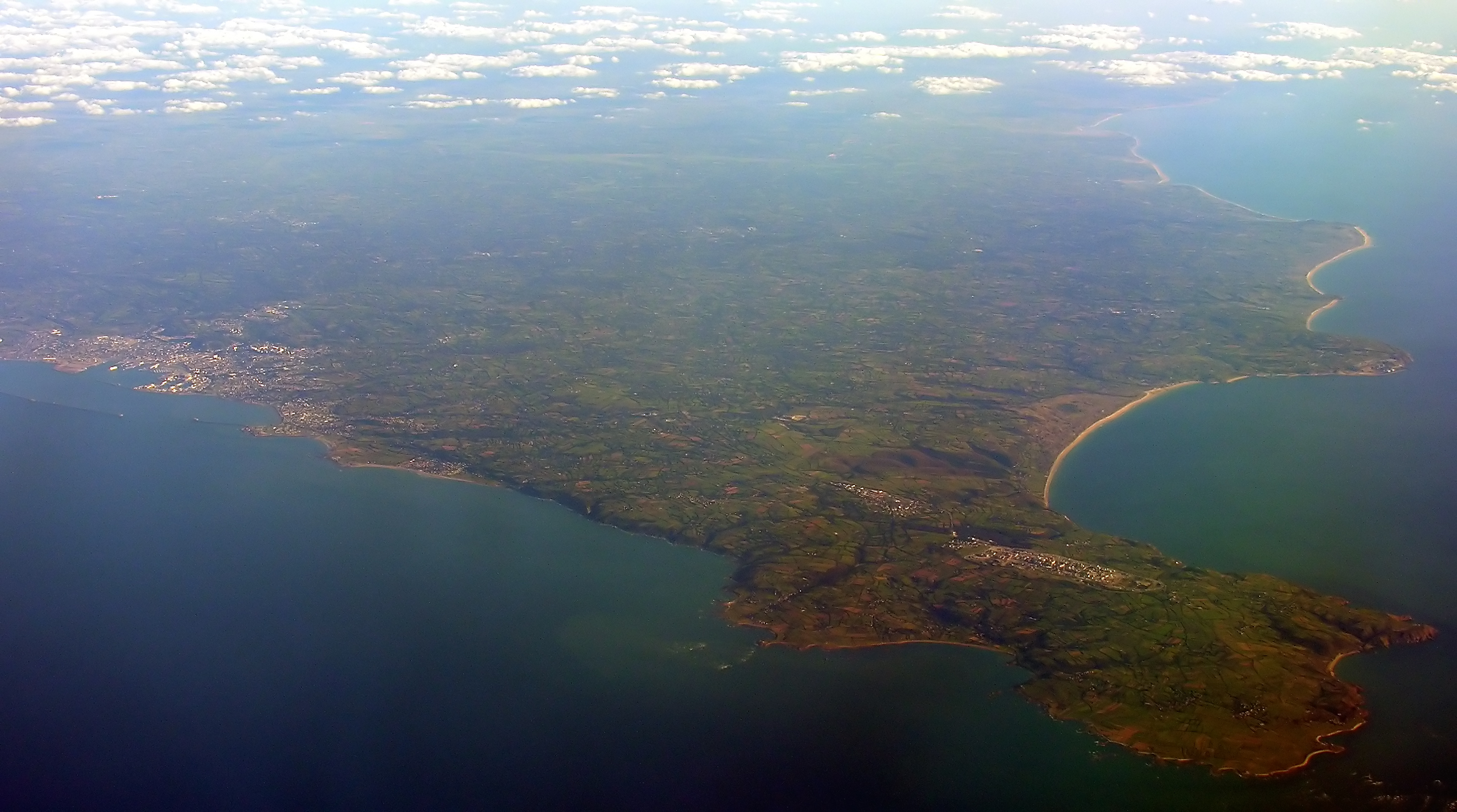
Luftaufnahme von La Hague

La Hague liegt auf der Halbinsel Cotentin in der gleichnamigen Landschaft La Hague und grenzt im Westen und im Norden an den Ärmelkanal. Nachbargemeinden sind Cherbourg-en-Cotentin im Osten und Nouainville, Sideville, Teurthéville-Hague, Helleville und Héauville im Süden.

## Name
Den Namen gibt das Cap de la Hague am Rand des Gemeindegebiets, eine Landspitze an der Nordwestküste der Halbinsel Cotentin.

## Wirtschaft, Infrastruktur
Im Gemeindegebiet liegt die Wiederaufbereitungsanlage La Hague, in der Nähe das Kernkraftwerk Flamanville. Aus diesem Grund blieb die Küste unverbaut und die Gemeinde ist touristisch wenig entwickelt.